# Santa Maria Immacolata di Lourdes a Boccea
Santa Maria Immacolata di Lourdes a Boccea är en kyrkobyggnad och titelkyrka i Rom, helgad åt Jungfru Maria och särskilt åt hennes Obefläckade Avlelse. Kyrkan är belägen vid Via di Santa Bernadette i quartiere Aurelio och tillhör församlingen Santa Maria Immacolata di Lourdes a Boccea.

## Historia
Kyrkan uppfördes efter ritningar av arkitekterna Domenico Placidi och Luciano Folli och konsekrerades den 11 februari 1965.

## Titelkyrka
Kyrkan stiftades som titelkyrka av påve Johannes Paulus II år 1985.
Kardinalpräster
- Juan Francisco Fresno: 25 maj 1985 – 14 oktober 2004
- Nicholas Cheong Jin-suk: 24 mars 2006 – 27 april 2021
- Richard Baawobr: 27 augusti – 27 november 2022

## Kommunikationer
- Busshållplats Tardini – Roms bussnät